# کوره‌زغال
کوره زغال مربوط به دوره معاصر است و در شهرستان رشت، بخش سنگر، دهستان سراوان، پارک جنگلی سراوان، موزه میراث روستایی گیلان واقع شده و این اثر در تاریخ ۲۷ آبان ۱۳۸۶ با شمارهٔ ثبت ۲۰۲۷۲ به‌عنوان یکی از آثار ملی ایران به ثبت رسیده است.